# Gare de Pouxeux
La gare de Pouxeux est une gare ferroviaire française de la ligne d'Épinal à Bussang, située sur le territoire de la commune de Pouxeux, dans le département des Vosges en région Grand Est.
Dans les années 2000 une nouvelle halte plus proche du centre remplace l'ancienne gare.
C'est une halte voyageurs de la Société nationale des chemins de fer français (SNCF), desservie par des trains TER Grand Est.

## Situation ferroviaire
Établie à 367 mètres d'altitude, la gare de Pouxeux est située au point kilométrique (PK) 14,800 de la ligne d'Épinal à Bussang, entre les gares d'Arches et d'Éloyes. L'ancienne gare de Pouxeux était située au PK 15,841.

## Histoire

### Première gare
La gare de Pouxeux est mise en service le 10 novembre 1864 par la Compagnie des chemins de fer de l'Est lors de l'inauguration de la ligne d’Épinal à Remiremont, prolongée par la suite vers Bussang.
Le bâtiment voyageurs de la gare de Pouxeux a été démoli et remplacé durant la seconde moitié du XXe siècle ; il est désormais reconverti en habitation.

### Nouvelle halte
Dans les années 2000, le site de l'ancienne gare est désaffecté lors de la création d'une nouvelle halte, plus proche du centre, au passage à niveau avec la rue de la Moselle.

## Fréquentation
De 2015 à 2024, selon les estimations de la SNCF, la fréquentation annuelle de la gare s'élève aux nombres indiqués dans le tableau ci-dessous.
| Année     | 2015  | 2016  | 2017   | 2018   | 2019   | 2020   | 2021   | 2022   | 2023   | 2024   |
| --------- | ----- | ----- | ------ | ------ | ------ | ------ | ------ | ------ | ------ | ------ |
| Voyageurs | 5 278 | 7 487 | 12 728 | 10 635 | 13 399 | 10 604 | 14 666 | 21 986 | 24 513 | 23 203 |

## Service des voyageurs

### Accueil
C'est une halte SNCF, point d'arrêt non géré (PANG) à accès libre.

### Desserte
Pouxeux est desservie par les trains TER Grand Est de la relation Nancy-Ville (ou Épinal) - Remiremont.

### Intermodalité
La nouvelle halte est à quelques dizaines de mètres du centre de la municipalité.

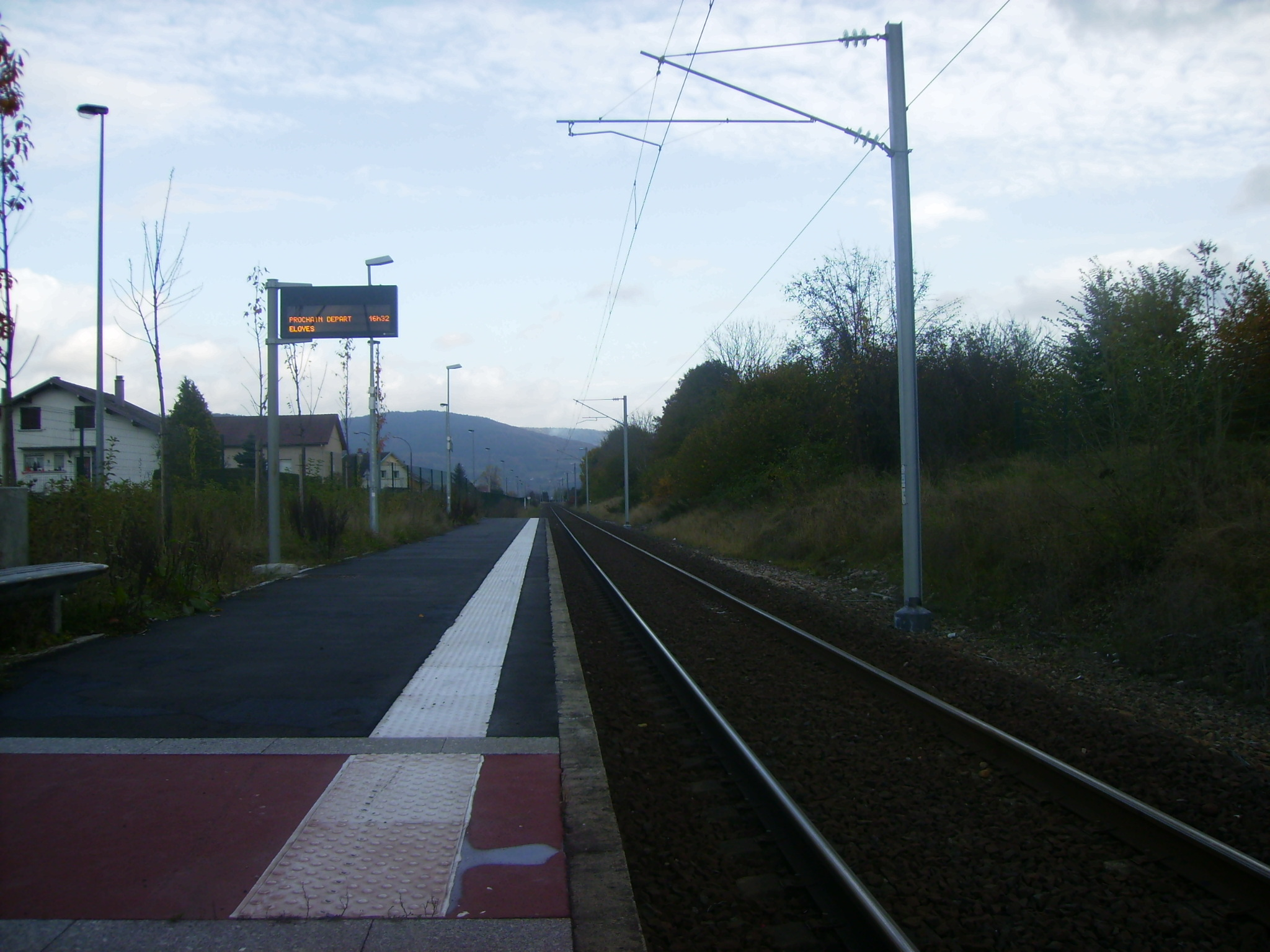
Direction Remiremont.
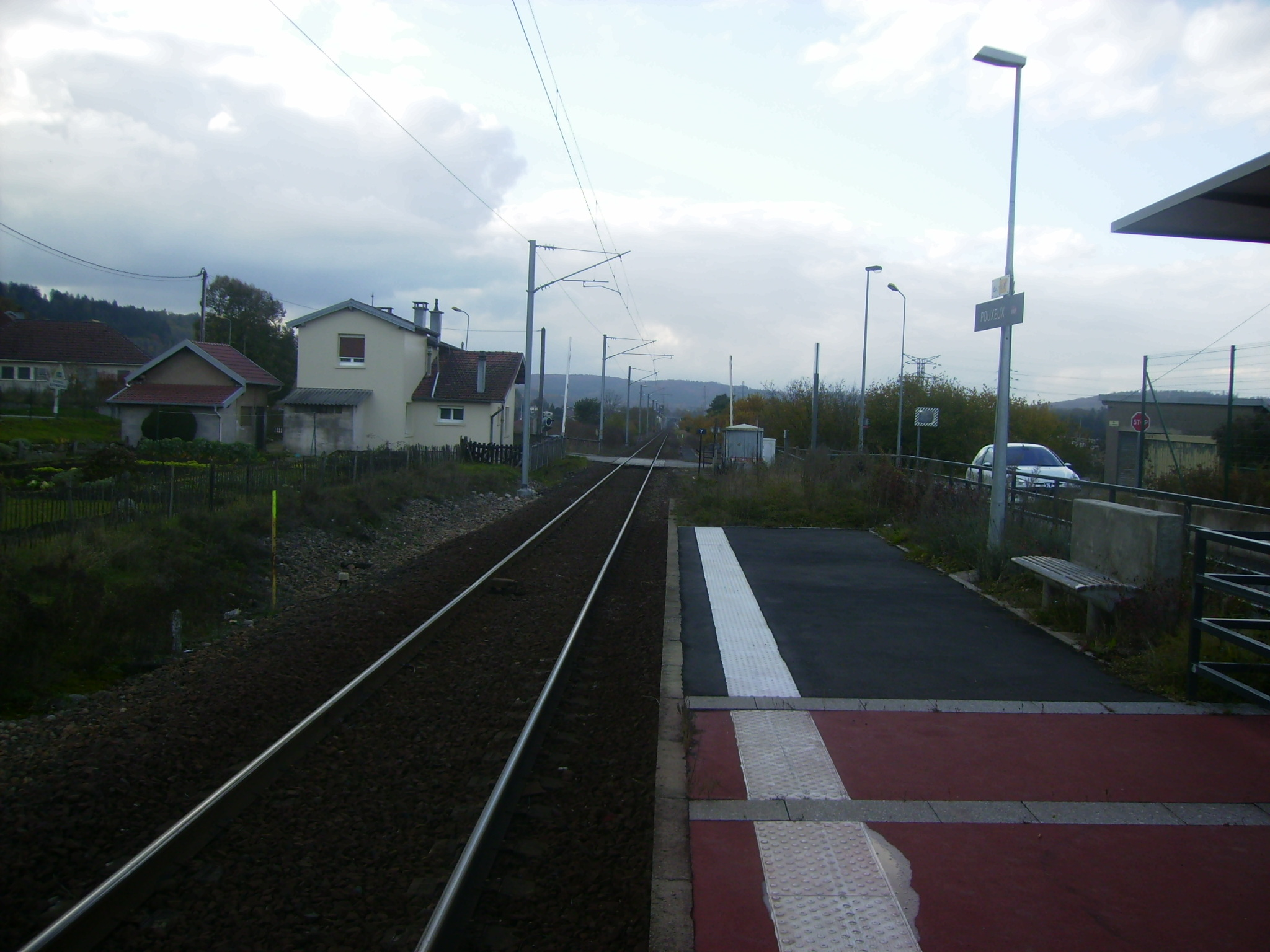
Direction Épinal.